# Шторм: Солдаты неба
Шторм: Солдаты неба — компьютерная игра, разработанная в России, в Санкт-Петербурге компанией Madia Entertainment, продолжение игры Шторм. Игра вышла в 2002 году. На западе игра была издана в том же году под названием Echelon WindWarriors (Эшелон Воины Ветра).

## История создания
Все тексты к игре написаны писателем Александром Покровским, автором книг «72 метра» (фильм «72 метра») и «Расстрелять».
Руководство к игре написано переводчиком Дмитрием Пучковым.

## Сюжет
Игра реализует параллельную сюжетную линию к игре Шторм. Агрессоры с планеты Велиан, располагая новым оружием, которое делает их практически непобедимыми, пытаются разрушить Федерацию и захватить все её колонии. Велианцы безжалостны к тем, кто пытается встать у них на пути. Они хладнокровно выжигают целые планеты, если те оказывают сопротивление.
Однако теперь игроку предстоит роль пилота ветерана ВВС Федерации. Начинает игру он в должности инструктора Учебного центра, где обучается кадет из первой части игры — Шторм.
Игра представляет собой смесь экшна и симулятора, насыщенный сюжет игры создаёт целый новый игровой мир. Действие игры происходит на планете Рокада IV — одной из планет, недавно колонизированой Федерацией. Поле боя в игре — огромный континент, пересечь который можно только за 7 часов полёта плюс большой арктический континент покрытый вечными снегами и льдами.
Сюжет разворачивается в нелинейной кампании, состоящей из 25 миссий. Также в игре содержатся неанонсированные секретные миссии, найти которые игрок может только при внимательном изучении информации из журнала полетов.
В игре задействованы 50 видов воздушных, наземных и морских боевых единиц, более 150 видов наземных, воздушных и наводных объектов.
Несколько многопользовательских режимов, включая deathmatch, teamplay и capture the flag поддерживают до 48 игроков.

## Отзывы
| Сводный рейтинг       | Сводный рейтинг    |
| Агрегатор             | Оценка             |
| --------------------- | ------------------ |
| GameRankings          | 65,25 %            |
| Game Ratio            | 65/100 (5 обзоров) |
| Metacritic            | 63/100 (6 обзоров) |
| MobyRank              | 65/100 (5 обзоров) |
| Иноязычные издания    |                    |
| Издание               | Оценка             |
| GameSpot              | 5,3/10             |
| PC Gamer (US)         | 6,8/10             |
| Русскоязычные издания |                    |
| Издание               | Оценка             |
| Absolute Games        | 70/100             |
| «Домашний ПК»         | [ 10 ]             |
| «Игромания»           | 8/10               |

## Продолжение игры
В 2005 году по мотивам вселенной «Шторм» была выпущена игра Велиан (на Западе игра известна как
Operation: Matriarchy).